# Aleksandra Fiedoriwa
Aleksandra Fiedoriwa (ros. Александра Андреевна Федорива; ur. 13 września 1988 w Moskwie) – rosyjska lekkoatletka, sprinterka.
Córka sprintera Andrieja Fiedoriwa.
16 sierpnia 2016 roku MKOL opublikował raport, z którego wynika że u Czermoszanskiej, z którą Polakowa biegła w sztafecie wykryto stosowanie niedozwolonych środków (turinabol oraz stanozolol) podczas Igrzysk w Pekinie. W konsekwencji sztafecie odebrano złoty medal.

## Sukcesy
| Rok  | Zawody                                  | Miejsce | Wynik | Konkurencja        | Czas    |
| ---- | --------------------------------------- | ------- | ----- | ------------------ | ------- |
| 2007 | Mistrzostwa Europy juniorów             | Hengelo |       | 100 m przez płotki | 13,12   |
| 2008 | Letnie Igrzyska Olimpijskie             | Pekin   | DSQ   | sztafeta 4 x 100 m | 42,31 s |
| 2009 | Młodzieżowe mistrzostwa Europy          | Kowno   |       | bieg na 200 m      | 22,97   |
| 2010 | Superliga drużynowych mistrzostw Europy | Bergen  | 1.    | sztafeta 4 x 100 m | 42,98   |
| 2010 | Mistrzostwa Europy                      | Kowno   |       | bieg na 200 m      | 22,44   |
| 2010 | Puchar interkontynentalny               | Split   | 1.    | bieg na 200 m      | 22,86   |
| 2012 | Halowe mistrzostwa świata               | Stambuł |       | bieg na 400 m      | 51,76   |
| 2012 | Halowe mistrzostwa świata               | Stambuł |       | sztafeta 4 x 400 m | 3:29,55 |

## Rekordy życiowe
- Bieg na 100 metrów – 11,28 s (2011) / 11,09w (2011)
- Bieg na 200 metrów – 22,19 s (2012)
- Bieg na 100 metrów przez płotki – 12,90 s (2008)
- Bieg na 400 metrów (hala) – 51,18 (2012)